# Drofà
Drofà (en rus: Дрофа) és un poble del krai de Khabàrovsk, a l'Extrem Orient de Rússia. El 2012 tenia 605 habitants. Pertany al districte rural de Lazó.